# Paracale
Paracale es un municipio filipino de tercera clase, perteneciente a la provincia de Camarines Norte, en la región de Bicolandia.

## Toponimia
El lugar puede aparecer referido como «Paracale» y «Paracal».

## Historia
Hacia mediados del siglo XIX, el lugar tenía contabilizada una población de 2946 habitantes, repartidos en 491 casas. Aparece descrito en el segundo volumen del Diccionario geográfico, estadístico, histórico de las Islas Filipinas (1851) de Manuel Buzeta Núñez y Felipe Bravo con las siguientes palabras:

PARACAL: pueblo con cura y gobernadorcillo, en la isla de Luzon, prov. de Camarines, Norte, dióc. de Nueva Cáceres; sit. en los 126° 26' 50" long. 14° 16' 10" lat. entre dos rios que van á desaguar por la costa N. de la prov. en cuya costa se halla, en terr. llano y clima templado. Compónese este pueblo de unas 491 casas con una iglesia parroquial servida por un cura indio, junto á esta se halla la casa parroquial, y en la de comunidad es donde está la cárcel. Hay una escuela de instruccion primaria, y á corta distancia de la iglesia está el cementerio. Confina el térm. por S. E. con el de Indang cuyo pueblo dista ¾ leg. por E. con el de Mambulas, á 1 ½ id. por N. con el mar, y por S. con el término de Labo del cual lo deslinda la sierra de Bagacai, en las que seencuentran las minas de Paracales, de las que hablamos en su art. especial. Las prod. del terr. reducido á cultivo, son arroz, maiz, caña dulce, ajonjolí, varias clases de frutas y algunas legumbres. La ind. consiste principalmente en la agricultura, fabricacion de telas de algodon y abacá, y en la pesca. pobl. 2,946 alm. y en 1845 pagaba 750 trib. que hacen 7,500 rs. plata.
(Buzeta y Bravo, 1851, p. 392)

En 2020, tenía censados 60 198 habitantes.